# The Third Generation (film 1920)
The Third Generation è un film muto del 1920 diretto da Henry Kolker che firma anche il soggetto e, insieme ad Arthur Ripley, anche la sceneggiatura. Gli interpreti erano Betty Blythe, Mahlon Hamilton, Jack Pratto, Josef Swickard, Betty Brice.

## Trama
Quando Alden Van Dusen, appartenente alla terza generazione di una vecchia e prestigiosa famiglia di New York, deve affrontare una grave crisi finanziaria che sta portando alla bancarotta i suoi affari, è messo davanti a una scelta difficile tra il fallimento e l'essere accusato di frode. Alden rinuncia a lottare, prendendo una decisione per quella che gli sembra l'unica via di uscita: il suicidio. Ma, mentre tenta di morire cercando di annegare, un uomo lo aggredisce. Van Dusen, istintivamente, reagisce all'assalto del delinquente che vuole strangolarlo ma, nel farlo, provoca la morte del suo aggressore. In quella morte incidentale, Van Dusen intravede una via di fuga dal suo destino altrimenti segnato: cambia la propria identità con quella del morto e parte per il West, alla ricerca di una nuova vita. Van Dusen trova un impiego in una miniera che gli appartiene. Lì, si impegna duramente per risolvere i problemi finanziari che hanno colpito quell'attività. Lavorando indefessamente, porta al successo la ditta, salva i suoi affari e riscatta, in questo modo, i suoi precedenti errori. Quando scopre che Helen, sua moglie, non riceve i proventi che le sono dovuti e che, per dare un padre al loro bambino, sta per contrarre un nuovo matrimonio, Alden torna nell'Est dove si riunisce alla famiglia e dove ha la soddisfazione di portare finalmente onore anche alla terza generazione dei Van Dusen.

## Produzione
Il film fu prodotto dalla Brentwood Film Corporation.

## Distribuzione
Distribuito dalla Robertson-Cole Distributing Corporation, uscì nelle sale degli Stati Uniti nel gennaio 1920.
Non si conoscono copie ancora esistenti della pellicola che viene considerata presumibilmente perduta.